# 텔레마크 요새의 영웅들
텔레마크 요새의 영웅들(The Heroes of Telemark)은 영국에서 제작된 안소니 만 감독의 1965년 액션, 드라마, 전쟁 영화이다. 커크 더글라스 등이 주연으로 출연하였고 벤자민 피즈 등이 제작에 참여하였다.

## 줄거리
노르웨이 텔레마르크주 뢰우칸(Rjukan) 마을에 위치한 베모르크 노르스크 하이드로 공장은 나치 독일이 중수(重水)를 생산하는 핵심 시설로 이용하고 있었다. 중수는 원자폭탄 제조에 사용될 수 있는 물질로, 이를 막기 위해 노르웨이 저항군은 공장에 대한 사보타주 작전을 계획한다.
물리학 교수 롤프 페데르센은 처음에는 전쟁에 개입하지 않고 조용히 지내려 했으나, 지역 저항운동의 지도자인 크누트 스트라우드의 권유로 투쟁에 가담하게 된다. 롤프의 전 아내 안나도 저항 활동에 합류하면서, 두 사람 사이의 감정도 다시 불붙는다.
롤프와 크누트는 여객선으로 위장한 증기선을 탈취하여 노르웨이에서 탈출하고, 수력 발전소의 도면이 담긴 마이크로필름을 영국에 전달한다. 영국은 이 정보에 깊은 인상을 받으며, 두 사람은 곧바로 낙하산을 통해 다시 노르웨이로 돌아와 공장에 대한 기습 작전을 준비한다.
그러나 이 작전에 투입될 예정이던 영국 공병대가 탄 수송기가 독일군에 의해 격추되자, 롤프와 크누트는 소규모 노르웨이 사보타주 팀을 이끌고 작전을 직접 수행한다. 이들의 공격은 성공하여 시설을 파괴하지만, 독일군은 곧바로 설비를 교체하고 복구를 진행한다.
이후 한 내부 밀고자가 저항조직 내부에 침투하여, 숙소의 위치를 독일군에 알린다. 조직 내부에서 그를 처형할지 고민하던 끝에 결국 그는 탈출하고, 그로 인해 은신처가 폭격을 당한다. 롤프와 크누트는 도망치는 중에 나치군과 밀고자의 추격을 받게 되며, 결국 롤프는 밀고자와 단둘이 마주치게 되고, 그를 사살한다.
이후 독일군이 중수를 드럼통에 담아 독일 본토로 수송하려 한다는 정보를 입수한 저항군은, 중수가 실린 페리를 침몰시키기로 결정한다. 롤프는 우연히 저항 동지의 미망인과 그녀의 어린아이가 페리에 탑승한 것을 보고, 배에 함께 오르게 된다. 그는 즉흥적으로 아이들과 구명조끼 훈련 게임을 제안하여, 사고 발생 시를 대비한다.
페리가 피오르의 가장 깊은 곳에서 침몰하자, 아이들과 롤프, 그리고 미망인은 이 훈련 덕분에 무사히 탈출하고, 크누트와 안나가 탄 보트가 도착해 승객들을 구조한다.

## 출연

### 주연
- 커크 더글라스 - 롤프 페데르센 박사 역
- 리처드 해리스 - 크누트 스트라우드 역

### 조연
- 울라 제이콥슨
- 마이클 레드그레이브
- 데이빗 웨스턴
- 세바스찬 브레이크스
- 존 골라이트리
- 울라 야콥손 – 안나 페데르센 역
- 마이클 레드그레이브 – 삼촌 역
- 데이비드 웨스턴 – 아르네 역
- 세바스찬 브레이크스 – 군나르 역
- 존 골라이트리 – 프레디 역
- 앨런 하워드 – 올리 역
- 패트릭 조던 – 헨리크 역
- 윌리엄 말로우 – 클라우스 역
- 브룩 윌리엄스 – 에이나르 역
- 로이 도트리세 – 옌센 역
- 안톤 디프링 – 프릭 소령 역
- 랄프 마이클 – 닐센 역
- 에릭 포터 – 요제프 테르보벤 역
- 볼프 프리스 – 크니펠베르크 돌격대장 역 (Sturmbannführer)
- 카렐 슈테파넥 – 하르트뮐러 교수 역
- 제라르 하인츠 – 에르하르트 교수 역
- 빅터 보몽 – 독일군 하사 역
- 조지 머셀 – SS 상급분대지도자 역 (Oberscharführer)
- 머빈 존스 – 윌킨슨 대령 역
- 배리 존스 – 로더릭 로건 교수 역
- 제프리 킨 – 볼트 장군 역
- 로버트 아이어스 – 커츠 장군 역
- 제니퍼 힐러리 – 시그리드 역
- 모리스 덴햄 – 의사 역
- 데이비드 데이비스 – 갈테순드 호 선장 역
- 필로 하우저 – 사업가 역
- 페이스 브룩 – 버스 안의 여성 역
- 엘비 헤일 – 산데르센 부인 역
- 러셀 워터스 – 산데르센 씨 역
- 폴 한사드 – 독일 장교 역 (크레딧 미등재)
- 조지 루비첵 – 무선 탐지 장비 조작 병사 역 (크레딧 미등재)
- 조 던 – 노르웨이 친독 인사의 나치 부하 역 (크레딧 미등재)

## 제작진
- 프로듀서: 조지 핏처
- 특수효과: 존 P. 풀톤
- 배역: 모드 스펙터

## 같이 보기
- 크비슬링 정권